# Zuid-Korea op de Olympische Winterspelen 1988
Tijdens de Olympische Winterspelen van 1988, die in Calgary (Canada) werden gehouden, nam Zuid-Korea voor de tiende keer deel.

## Deelnemers en resultaten

### Alpineskiën
| Olympiër       | Discipline       | Resultaat | Prestatie                        |
| -------------- | ---------------- | --------- | -------------------------------- |
| Hur Seung-wook | super g (m)      | 41e       | 1.55,13 (+15,47)                 |
| Hur Seung-wook | reuzenslalom (m) | dnf-1     | opgave run 1                     |
| Hur Seung-wook | slalom (m)       | dnf-1     | opgave run 1                     |
| Kang Nak-youn  | super g (m)      | dnf       | opgave                           |
| Kang Nak-youn  | reuzenslalom (m) | 51e       | 2.33,18 (+26,81) 1.17,41+1.15,77 |
| Kang Nak-youn  | slalom (m)       | 27e       | 2.03,73 (+24,26) 1.04,20+59,53   |
| Nam Won-gi     | super g (m)      | dnf       | opgave                           |
| Nam Won-gi     | reuzenslalom (m) | 48e       | 2.31,78 (+25,41) 1.17,06+1.14,72 |
| Nam Won-gi     | slalom (m)       | 28e       | 2.04,29 (+24,82) 1.05,10+59,19   |
| Park Jae-hyuk  | super g (m)      | 40e       | 1.53,89 (+14,23)                 |
| Park Jae-hyuk  | reuzenslalom (m) | dnf-1     | opgave run 1                     |
| Park Jae-hyuk  | slalom (m)       | 29e       | 2.04,30 (+24,83) 1.05,90+58,40   |

### Biatlon
| Olympiër                                                       | Discipline             | Resultaat | Prestatie |
| -------------------------------------------------------------- | ---------------------- | --------- | --- |
| Hong Byung-sik                                                 | 20 km (m)              | 62e       | 1:14.03,2 (+18.29,9) pen.: 8 (4 + 0 + 2 + 2)                                                                                 |
| Joo Young-dai                                                  | 10 km (m)              | 66e       | 34.50,4 (+9.42,3) pen.: 8 (3 + 5)                                                                                            |
| Joo Young-dai                                                  | 20 km (m)              | 63e       | 1:14.27,5 (+18.54,2) pen.: 8 (3 + 3 + 1 + 1)                                                                                 |
| Joung Young-suk                                                | 10 km (m)              | 69e       | 35.31,3 (+10.23,2) pen.: 6 (4 + 2)                                                                                           |
| Kim Yong-woon                                                  | 10 km (m)              | 67e       | 35.18,6 (+10.10,5) pen.: 7 (3 + 4)                                                                                           |
| Kim Yong-woon                                                  | 20 km (m)              | 65e       | 1:17.23,0 (+21.49,7) pen.: 9 (4 + 2 + 1 + 2)                                                                                 |
| Shin Young-sun                                                 | 10 km (m)              | 64e       | 33.05,4 (+7.57,3) pen.: 4 (2 + 2)                                                                                            |
| Shin Young-sun                                                 | 20 km (m)              | 66e       | 1:17.44,5 (+21.11,2) pen.: 9 (2 + 3 + 3 + 1)                                                                                 |
| Team Hong Byung-sik Joo Young-dai Kim Yong-woon Shin Young-sun | 4x7,5 km estafette (m) | 16e       | 1:51.42,7 (+29.12,7) pen.: 7 26.42,0 pen.: 1 (0 + 1) 26.38,9 pen.: 3 (2 + 1) 29.43,4 pen.: 2 (0 + 2) 28.38,4 pen.: 1 (1 + 0) |

### Kunstrijden
| Olympiër      | Discipline | Resultaat | Prestatie                                                        |
| ------------- | ---------- | --------- | ---------------------------------------------------------------- |
| Jung Sung-il  | mannen     | 22e       | 45,0 punten (verpl. figuren: 24 - korte kür: 24 - lange kür: 21) |
| Byun Sung-jin | vrouwen    | 27e       | dnq (verpl. figuren: 27 - korte kür: 30)                         |

### Langlaufen
| Olympiër                                                 | Discipline            | Resultaat | Prestatie                                            |
| -------------------------------------------------------- | --------------------- | --------- | ---------------------------------------------------- |
| Cho Sung-hoon                                            | 15 km klassiek (m)    | 75e       | 51.31,1 (+10.12,2)                                   |
| Cho Sung-hoon                                            | 30 km klassiek (m)    | 75e       | 1:43.30,3 (+19.04,0)                                 |
| Hong Kun-pyo                                             | 15 km klassiek (m)    | 71e       | 50.21,4 (+9.02,5)                                    |
| Hong Kun-pyo                                             | 30 km klassiek (m)    | 73e       | 1:43.26,4 (+19.00,1)                                 |
| Hong Kun-pyo                                             | 50 km vrije stijl (m) | 51e       | 2:23.13,6 (+18.42,7)                                 |
| Jun Jeung-hae                                            | 15 km klassiek (m)    | 59e       | 48.22,3 (+7.03,4)                                    |
| Jun Jeung-hae                                            | 30 km klassiek (m)    | 60e       | 1:38.05,3 (+13.39,0)                                 |
| Jun Jeung-hae                                            | 50 km vrije stijl (m) | 48e       | 2:20.50,8 (+16.19,9)                                 |
| Park Byung-woo                                           | 50 km vrije stijl (m) | dnf       | opgave                                               |
| Park Ki-ho                                               | 15 km klassiek (m)    | 54e       | 47.44,3 (+6.25,4)                                    |
| Park Ki-ho                                               | 30 km klassiek (m)    | 55e       | 1:36.43,9 (+12.17,6)                                 |
| Park Ki-ho                                               | 50 km vrije stijl (m) | 50e       | 2:22.36,4 (+18.05,5)                                 |
| Team Hong Kun-pyo Park Ki-ho Cho Sung-hoon Jun Jeung-hae | 4x10 km estafette (m) | 15e       | 1:59.00,4 (+15.01,8) 28.54,6 30.29,1 30.24,1 29.14,6 |

### Schaatsen
| Olympiër      | Discipline   | Resultaat | Prestatie         |
| ------------- | ------------ | --------- | ----------------- |
| Bae Ki-tae    | 500 m (m)    | 5e        | 36,90 (+0,45)     |
| Bae Ki-tae    | 1000 m (m)   | 9e        | 1.14,36 (+1,33)   |
| Hwang Ik-hwan | 1500 m (m)   | 26e       | 1.56,50 (+4,44)   |
| Hwang Ik-hwan | 5000 m (m)   | 36e       | 7.10,65 (+26,02)  |
| Kim Kwan-kyu  | 1500 m (m)   | 29e       | 1.56,85 (+4,79)   |
| Kim Kwan-kyu  | 5000 m (m)   | 29e       | 7.02,13 (+17,50)  |
| Kim Kwan-kyu  | 10.000 m (m) | 22e       | 14.34,65 (+46,45) |
|               |              |           |                   |
| Choi Hye-sook | 1500 m (v)   | 26e       | 2.12,96 (+12,28)  |
| Choi Hye-sook | 3000 m (v)   | 28e       | 4.42,26 (+30,32)  |
| Kim Young-ok  | 1500 m (v)   | 24e       | 2.11,95 (+11,27)  |
| Kim Young-ok  | 3000 m (v)   | 22e       | 4.30,60 (+18,66)  |
| Kim Young-ok  | 5000 m (v)   | 17e       | 7.46,51 (+32,38)  |
| You Sun-hee   | 500 m (v)    | 13e       | 40,92 (+1,82)     |
| You Sun-hee   | 1000 m (v)   | 17e       | 1.22,35 (+4,70)   |

Amerikaanse Maagdeneilanden · Andorra · Argentinië · Australië · België · Bolivia · Bondsrepubliek Duitsland · Bulgarije · Canada · Chili · China · Chinees Taipei · Costa Rica · Cyprus · Denemarken · Duitse Democratische Republiek · Fiji · Filipijnen · Finland · Frankrijk · Griekenland · Groot-Brittannië · Guam · Guatemala · Hongarije · IJsland · India · Italië · Jamaica · Japan · Joegoslavië · Libanon · Liechtenstein · Luxemburg · Marokko · Mexico · Monaco · Mongolië · Nederland · Nederlandse Antillen · Nieuw-Zeeland · Noord-Korea · Noorwegen · Oostenrijk · Polen · Portugal · Puerto Rico · Roemenië · San Marino · Sovjet-Unie · Spanje · Tsjecho-Slowakije · Turkije · Verenigde Staten · Zuid-Korea · Zweden · Zwitserland